# 최무림
최무림 (1979년 4월 15일 ~ )은 대한민국의 전 축구 선수이다.
최무림은 2002년에 울산 현대 호랑이에 입단하였다. 첫 시즌인 2002년에는 리그 경기엔 출전하지 못하고 아디다스 컵에만 4회 출전하였다. 2003년과 2004년에는 주전 골키퍼인 서동명에게 밀려 1군 경기에 단 한 경기도 출전하지 못하다가 2005년에 하우젠컵에 10회 출전하였다. 다음 시즌인 2006년부터는 군대 문제로 광주 상무 불사조에 입단하여 두 시즌을 보냈다. 광주에서는 리그 경기 12회를 포함하여 총 16회의 출전을 하였다. 울산으로 복귀한 2008 시즌에는 김영광이 징계에서 복귀하자, 시즌 초반부에만 리그 4회, 컵대회 2회 출전만을 보여주었다. 2011년엔 김영광과 김승규의 부상으로 출전한 한 경기 외엔 출전 기록이 없자 울산 현대미포조선 돌고래로 이적했다. 현재 울산과학대학 여자축구팀 골키퍼 코치로 재임 중이다.
최무림은 FA컵에 1회 출전하였는데, 광주 상무 소속일 때인 2007년 울산 현대와의 16강전이 유일한 출전 기록이다.